# Takbīr

Takbīr

Die Flagge Afghanistans mit dem Schriftzug Allāhu akbar über der Moschee, darüber die Schahāda

Allāhu akbar in der Flagge des Irak

In der Flagge Irans ist der Schriftzug Allahu akbar in einer ornamentalen Kufi-Variante am roten und grünen Rand angebracht.

Takbīr (arabisch تَكْبِير) ist im Islam das Aussprechen der Formel Allahu akbar (الله أَكْبَر, DMG Allāhu akbar ‚Gott ist überaus groß‘), die in prägnanter Form die absolute Überlegenheit des monotheistischen Gottes zum Ausdruck bringt. Die Formel wird im muslimischen Leben in verschiedenen Situationen gebraucht, so während des rituellen Gebets, beim Haddsch und in allen Situationen, in denen „der Gedanke an Allāh, seine Grösse und Leitung sich aufdrängt“.

## Grammatik
Allah ist das arabische Wort für Gott (heidnische Götter werden ilāh genannt). Akbar ist die Elativ-Form des Adjektivs كبير kabīr ‚groß, alt, bedeutend‘ (ass. kabru „groß, riesig“).
Der arabische Elativ umfasst sowohl die Bedeutung des indogermanischen Komparativs (größer als) als auch die des Superlativs (am größten), ähnlich dem französischen le plus grand. Der Steigerungsgrad ergibt sich aus dem Kontext.
Der artikellose Elativ erfüllt vor allem die Funktion als Prädikat oder als Apposition zum indeterminierten Regens: Allāhu akbaru, d. h. Gott ist (unvergleichlich) groß. Der Elativ erfüllt jedoch nur in der Kombination mit der Präposition min die Funktion eines Vergleichs. Zum Beispiel: Allāhu akbar min malāʾikatihi ‚Allah ist größer als seine Engel‘. Ansonsten entspricht die Bedeutung dem Superlativ („am größten“).
Ein verwandtes Epitheton Gottes und Elativ im Koran ist akram (von karuma) „gütig, edel, wertvoll“.

## Verwendung
Takbīr scheint im Koran zwei Mal auf, in Sure 17, Vers 111, und in Sure 74, Vers 3, der zu den ältesten Versen des Korans gehört.
Der Takbir wird zu Beginn der täglichen Pflichtgebete (salāt) gesprochen (تكبيرة الإحرام / takbīratu ʾl-iḥrām / ‚Takbir des Ihrāms‘). Während des Gebets wird er zur Prostration (rakʿa) fünf Mal wiederholt. Auch der Gebetsruf (adhān) beginnt mit einem Takbir.
Dem Hadith zufolge soll Mohammed bei einer Beerdigung das Takbir vier Mal gerufen haben. Ebenso soll er ihn oft während des Haddschs gesprochen haben, beim Anblick der Kaʿba und zu Beginn, während und am Ende der Reise. Einigen Hadithen zufolge ist es ebenfalls Prophetensunna, den Takbir beim Anblick des Neumondes (hilal) zu Beginn des Fastenmonats Ramadan zu rufen.
Der arabische Schriftzug „Allāhu akbar“ ist Teil der Flaggen des Iraks, Irans und Afghanistans.
Arabische Armeen, islamistischen Milizen und Terroristen verwenden den Takbir als Schlachtruf. Durch mediale Berichterstattung ist „Allahu akbar“ im Westen oft mit dem Terrorismus konnotiert.
Auch arabische Christen und Juden verwenden die Phrase als Ausdruck der Freude, des Erstaunens und der Bestürzung.